# Garcinia subsessilifolia
Garcinia subsessilifolia là một loài thực vật có hoa trong họ Bứa. Loài này được (Hochr.) ined. mô tả khoa học đầu tiên.